# Pico de Sancy

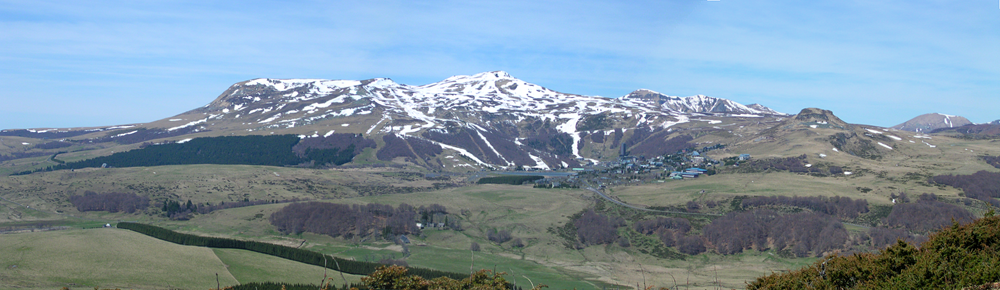
El pico de Sancy, lado sur con la estación de esquí de Super Besse.

El pico de Sancy es un antiguo volcán de Francia situado en el macizo de los montes Dore, en el departamento de Puy-de-Dôme, a unos 35 km al sur de Clermont-Ferrand.
Es la cumbre más alta del Macizo Central con 1886 m s. n. m. de altitud. Es un viejo volcán del tipo estratovolcán. Está inactivo desde hace 220 000 años.
Se formó a finales de la era terciaria y medía unos 2500 m. De su actividad quedan los manantiales cuyas aguas están cargadas de hierro y otros minerales, y que ascienden a la superficie cargadas de gas, como el manantial del valle de Chaudefour.
Cuatro valles parten de sus laderas:
- Chaudefour (nordeste)
- Fontaine salée (oeste)
- Dordogne (norte)
- Biche (sur)

Al pie del Sancy nacen dos pequeños riachuelos: el Dore y el Dogne que, al reunirse, dan vida al río Dordoña. En el Pico de Sancy viven gran cantidad de muflones y marmotas que, si bien fueron importados por el ser humano, su desarrollo en este hábitat fue óptimo.
Se accede a las faldas del pico a través de una ruta que sale desde Mont-Dore, después puede iniciarse su ascensión a pie (una hora aproximadamente) o por medio del teleférico en 3 minutos. Se llega a la cumbre por un camino escalonado en unos 20 minutos.
Desde la cumbre puede contemplarse un magnífico paisaje y, si hace buen tiempo puede verse, incluso, el Mont Blanc.
Hay dos estaciones de esquí: Super-Besse y Mont-Dore.

## Etapa
| Precedido por: Saulzet-le-Froid | Sendero de Gran recorrido GR4 | Sucedido por: Super Besse |